# Alcanivorax
Alcanivorax — рід грам-негативних, облігатно аеробних або мікроаерофільних паличкоподібних морських бактерій, єдиний рід своєї родини. Представники роду здібні до біодеградації вуглеводнів. Рід був вперше описаний Якимовим та співавтрами в 1998 році на основі відкритого ними виду Alcanivorax borkumensis — морській бактерії, здібній до деградації вуглеводнів і продукції поверхностно-активних речовин, в 2003 році виправлений і доповнений представниками роду Fundibacter Bruns et Berthe-Corti, 1999.

## посилання
1. ↑  Dutta TK, Harayama S (2001). Biodegradation of n-alkylcycloalkanes and n-alkylbenzenes via new pathways in Alcanivorax sp. strain MBIC 4326. Appl Environ Microbiol. 67 (4): 1970—4. PMID 11282659. Архів оригіналу за 1 серпня 2013. Процитовано 25 січня 2009.
2. ↑  Martins VAP та ін. (2008). Genomic Insights into Oil Biodegradation in Marine Systems. Microbial Biodegradation: Genomics and Molecular Biology. Caister Academic Press. ISBN 978-1-904455-17-2. {{cite book}}: Явне використання «та ін.» у: |author= (довідка)
3. ↑  Yakimov, M.M., Golyshin, P.N., Lang, S., Moore, E.R., Abraham, W.R., Lunsdorf, H., and Timmis, K.N. (1998). Alcanivorax borkumensis gen. nov., sp. nov., a new, hydrocarbon-degrading and surfactant-producing marine bacterium. Int. J. Syst. Bacteriol. 48: 339—348. PMID 9731272. Архів оригіналу за 29 серпня 2008. Процитовано 25 січня 2009. [Архівовано 29 серпня 2008 у Wayback Machine.]
4. ↑  Архівована копія. Архів оригіналу за 10 жовтня 2008. Процитовано 25 січня 2009.{{cite web}}:  Обслуговування CS1: Сторінки з текстом «archived copy» як значення параметру title (посилання) [Архівовано 2008-10-10 у Wayback Machine.]